# Berlijnse Moskee
De Berlijnse Moskee (Duits: Berliner Moschee, ook wel Wilmersdorfer Moschee of Die Moschee) is een moskee in de Duitse hoofdstad Berlijn. De moskee is gevestigd aan Brienner Strasse in de wijk Wilmersdorf. De moskee werd midden jaren twintig van de twintigste eeuw gebouwd door de Lahore Ahmadiyya Beweging (Ahmadiyya Anjuman Isha'at-i-Islam Lahore). De bouwwerkzaamheden eindigden in 1926. Deze moskee is de eerste in Duitsland (afgezien van de moskee in de tuin van het kasteel in Schwetzingen).
Tijdens de Tweede Wereldoorlog raakte de moskee zwaar beschadigd. Zij staat op de monumentenlijst van Duitsland en is sinds 2001 in oude staat hersteld.